# Пискарьовско гробище
Пискарьовското мемориално гробище е разположено в северната част на Санкт-Петербург и едно от местата за масови погребения на жертвите от Блокадата на Ленинград и воините от Ленинградския фронт. Там е издигнат и мемориал на загиналите.

## История
Пискарьовското гробище е основано през 1939 г. в северния край на Ленинград и е наречено на разположеното в близост село Пискарьовка. В периода 1941 – 1944 г. става място за масови погребения. В братските могли са погребани жертви от блокадата на Ленинград и воини от Ленинградския фронт (всичко около 470 хил. души; по други данни са 520 хил. души – 470 хил. от блокираните и 50 хил. военнослужещи ). Най-много загинали има през зимата на 1941 – 1942 г. (така на 15 февруари 1942 г. са докарани 8452 починали, 19 февруари – 5569, 20 февруари – 10043).
През февруари 1945 е проведен конкурс за проект на мемориал за ленинградчаните, загинали по време на блокадата. През 1956 г. на площ повече от 26 хектара започва строителство на мемориален комплекс по проект на архитектите Александър Василев и Евгений Левинсон. Мемориалът е открит на 9 май 1960 г., на 15-ата годишнина от края на Втората световна война.
В центъра на архитектурно-скулптурния ансамбъл се намира бронзова скулптура „Родината-майка“ – траурна стела с орелефи, пресъздаващи епизоди от живота и борбата на сражаващия се Ленинград. Автори на ансамбъла са архитектите А. В. Василев, Е. А. Левинсон, скулпторите Вера Исаева и Роберт Таурит („Родината майка“ и релефи на стените), М. А. Вайнман, Б. Е. Каплянски, А. Л. Малахин, М. М. Харламова (орелефи на централната стела).
Пред входа на Пискарьовското гробище е поставена паметна мраморна плоча с надписа:
| „ | От 4 септември 1941 г. до 22 януари 1944 г. над града са хвърлени 107 158 авиобомби, пуснати 148 478 снаряда, убити 16 744 души, ранени 33 782, починали от глад 641 803. | “ |

В 2 павилиона при входа на гробището има музей, посветен на подвига на жителите и защитниците на града. Там е изложен и дневникът на Таня Савичева – ленинградската ученичка, преживяла ужасите през зимата на 1941 – 1942 г.
По гранитните стъпала, водещи от Вечния огън, посетителите излизат на главната алея с дължина 480 м., която води до величествения монумент „Родината майка“. На гранитната стена, разположена зад монумента, са изсечени строфите на Олга Бергхолц:
| „ | Тук лежат ленинградци. Тук са мъже, жени и деца. Редом с тях са войниците-червеноармейци. Всички те с живота си защитаваха теб, Ленинград, люлка на революцията. Благородните им имена тук не можем да изброим, тъй като са много под вечната охрана на гранита, но знай ти, който разглеждаш камъните Никой не е забравен и нищо не е забравено | “ |

В западната част на гробището има участъци с индивидуални граждански погребения, а също и погребани воини, загинали по време на съветско-финските войни от 1939 – 1940 г.

## Галерия
- „Тук лежат ленинградци...“
- Воински погребения от 1940 г.
- „Костромичам, защитникам Ленинграда...“

- Индивидуални воински погребения, 1941 г.
- Редове с братски могили
- Паметен камък в братска могила, 1942 г.